# Aphis brohmeri
Aphis brohmeri är en insektsart som beskrevs av Carl Julius Bernhard Börner 1952. Aphis brohmeri ingår i släktet Aphis och familjen långrörsbladlöss. Arten är reproducerande i Sverige. Inga underarter finns listade i Catalogue of Life.

## Bildgalleri

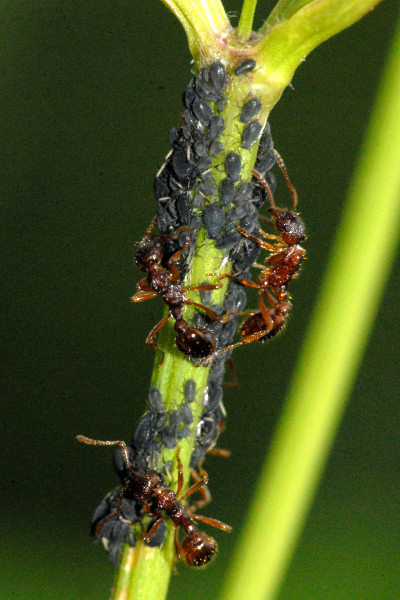